# Eliška Polská
Eliška Polská (1152? – 2. dubna 1209) byla manželka Soběslava II. a česká kněžna. Svým druhým sňatkem se stala lužickou markraběnkou.

## Život
Eliška byla dcerou Měška III. Starého z dynastie Piastovců a zřejmě jeho první manželky Alžběty Uherské, dcery Bély II. Přesné datum jejího narození není známé, ale jako dcera z prvního manželství se musela narodit před rokem 1154. Podle některých vědců přišla na svět okolo roku 1152.
Za Soběslava II. se vdala buď roku 1173 nebo 1177 díky dynastické politice svého otce. V každém případě dlouho kněžnou nebyla. Čeští předáci jejího muže v roce 1178 zradili a ten se skryl na hradě jménem Skála. Eliška padla do zajetí staronového knížete Bedřicha, který oblehl Prahu.
Soběslav koncem roku 1179 utekl do Uherska a pravděpodobně ho následovala i jeho žena, ale již 29. ledna 1180 zemřel. Snad třicetiletá bezdětná vdova se krátce poté vrátila do Polska.
Nejpozději v roce 1190 se Eliška vdala podruhé, za Konráda z rodu Wettinů, syna markrabího Dolní Lužice. Po smrti otce se Konrád stal jeho nástupcem. O roli Piastovny na lužickém dvoře mnoho vědomostí není. Z druhého Eliščina manželstí se narodily tři děti - Konrád, který zemřel ještě v dětství, Matylda, manželka braniborského markrabího Albrechta II., a Anežka, provdaná Jindřicha, syna Jindřicha Lva, panovníka Saska a Bavorska. V historické literatuře se ovšem dá setkat i s tvrzením, že Eliška zemřela bezdětná.
Na počátku roku 1209 porazil Eliščin manžel v bitvě u Lubusze vojska jejího bratra, velkopolského knížete Vladislava III. Dost možná i tento fakt přispěl ke smrti Piastovny. Markrabí Konrád zemřel o rok později, 6. května 1210.